# Missa Johnouchi
Missa Johnouchi (jap. 城之内 ミサ Jōnouchi Misa; ur. 23 grudnia 1960 w Tokio) – japońska kompozytorka, pianistka, dyrygentka i śpiewaczka; tworzy w azjatyckim stylu New Age.
W sierpniu 2006 roku została uhonorowana tytułem Artysty UNESCO na rzecz Pokoju.

## Życiorys
Studiowała na Toho College of Music w Tokio, a później we Francji, pod kierunkiem kompozytora Jeana-Claude'a Petita. Od 1988 towarzyszy orkiestrom Orchestre National de l’Opéra de Paris oraz Orchestre National de Paris i wraz z nimi nagrywa albumy. W 1993 brała udział w międzynarodowym konkursie dyrygentów w Besançon. Jej album oryginalnych kompozycji azjatyckich Healing music był jednym z najlepiej sprzedawanych albumów w krajach Zachodu.
W czasie trasy koncertowej „World Heritage Torch-Run Concert – Missa Johnouchi”, zorganizowanej z inicjatywy krajów, w których odbyły się koncerty, artystka zagrała własne kompozycje muzyczne na fortepian oraz dyrygowała narodowymi orkiestrami tych krajów.
Występowała na wielu okolicznościowych imprezach w Stanach Zjednoczonych, Chinach, Tunezji, Włoszech, Australii, Wenezueli, Peru, Kanadzie, Macedonii, Rumunii i Francji. Zaprosiła 200 rodzin ofiar ataku terrorystycznego z 11 września 2001 na koncert na rzecz pokoju w Carnegie Hall w Nowym Jorku. Występowała także na obchodach trzydziestej rocznicy stosunków japońsko-australijskich w operze w Sydney.
W roku 2006 – jako pierwsza w historii japońska kompozytorka i dyrygentka – została uhonorowana tytułem Artysty UNESCO na rzecz Pokoju za zasługi w ochronie światowego dziedzictwa, ochrony środowiska, niesieniu idei pokoju oraz krzewieniu edukacji.
W maju 2007, podczas World Heritage Torch-Run Concert z okazji 35-lecia Konwencji w sprawie ochrony światowego dziedzictwa kulturowego i naturalnego, dała koncert w kościele Saint Germain des Prés w Paryżu, gdzie wraz z Orchestre National de l’Opéra de Paris zagrała własne kompozycje. Ponadto skomponowała muzykę zatytułowaną Shōkoku-ji, Gold Pavilion, Silver Pavilion, Zen and Art with Kyoto within the celebration of the 150th birthday of the Japanese and French relations and the 50th birthday of the Paris and Kyoto twin cities, która towarzyszyła ekspozycji w Petit Palais w Paryżu, zorganizowanej w ramach obchodów 150. rocznicy stosunków japońsko-francuskich oraz 50. rocznicy miast partnerskich Paryża i Kioto.
W październiku 2009, we współpracy z UNESCO, wydała album Spiritual Discovery. Pełni również funkcję posłańca UNESCO zarówno we własnym kraju, jak i za granicą, czego efektem są wyjątkowe koncerty – między innymi koncert z 12 listopada 2009, który odbył się w siedzibie UNESCO w Paryżu, czy charytatywny koncert dla dzieci z Afganistanu zagrany w Tokio w listopadzie 2010.
Ambasadorka muzycznych relacji z wydarzeń okolicznościowych związanych z obchodami 1300-lecia stolicy Japonii z okresu Nara Heijō-kyō.

## Dyskografia

### LP
Asian Blossoms (13 czerwca 2000)
1. Asian Wind
2. Seasons
3. Marco Polo
4. Song Of Silk Road
5. Blossom
6. Springtime
7. Night Bird
8. Butterfly
9. Twilight
10. Once Upon A Time
11. Asian Wind – (Piano Version)

Friends (19 sierpnia 2000)
1. Pastoral
2. Espoir
3. In Paradisum
4. Tristesse
5. Tomorrow
6. Solitude
7. Forest
8. Walking On Air
9. Mirage
10. Aprés Midi
11. Glowing Sky
12. Spoons Dance
13. Tristesse (Reprise)

Yamatoji Symphony : The Eternal Yamato (2002)
1. Birth [Tanjou]
2. Prayers
3. Vicissitudes [Eikoseisui]
4. The Wings Of Spacetime [Jikuu no Tsubasa]

Road to OASIS (12 lutego 2002)
1. The Last Caravan
2. Shangri-La
3. road to OASIS
4. Desert Mirage
5. Moon Over The Border
6. Snow Bird
7. Stardust Tapestry
8. Nomads
9. Holy Sunset
10. Prayer
11. Horizon

Dimanche (21 września 2002)
1. Hoshi no Kioku [Memories Of Stars]
2. Maioriru Tenshi [Flying Down Angel]
3. Akanegumo [Rosy Clouds]
4. Mayonaka no Mail [Midnight Mail]
5. Chikyuugi [Globe]
6. My Friend (to Vivian)
7. Screen Music ni Koishi te [Loving Screen Music]
8. Koi no Atokataduke [After Love]
9. Ieji [The Way Home]
10. Umibe no Gogo [Afternoon At Seaside]
11. Je n'aime pas moi

Kurenai (28 września 2002)
1. Legend Of The Mountain
2. Dream Land
3. Kurenai
4. Pilgrimage
5. Sea Wind
6. Déjà Vu ~ Light in the Void
7. Full Moon Bay
8. Shanghai Twilight
9. Desert Walk
10. Lawrence
11. Silky Sky
12. End Of The Silk Road

Kataribe ~ Piano Collection (26 czerwca 2003)
1. Kataribe (Story Teller)
2. Miyako (Ancient City)
3. Streets Of Kyoto
4. Asian Wind – (piano version)
5. Funauta (A Boatman's Song)
6. Shigure (A Scattered Shower)
7. Shuufu (Antumn Breeze)
8. Springtime
9. Snow Forest
10. Hatsuyuki (First Snow)
11. Déjà Vu ~ Light in the Void
12. Sekka (Snow Blossoms)
13. Horizon
14. Snow Dance

Kuge (29 października 2003)
Dysk 1.
1. Skyward
2. Stardust Island
3. Lake
4. Kazamatsuri
5. Kataribe
6. Exotica
7. Prayer (Suite „Yamatoji Symphony : The Eternal Yamato” #2)
8. Kotohime
9. Sunset Moon

Dysk 2 (Symphony)
1. Kuge II
2. Eurasia

Canon ~Missa Johnouchi Best (29 września 2004)
1. Asian Wind
2. Stardust Tapestry
3. Kataribe
4. Seasons
5. Moon Beach
6. Marco Polo
7. Desert Mirage
8. Pilgrimage
9. Shangri-La
10. Shanghai Twilight
11. Night Bird
12. Kirisamekodo (Ancient Roads in the Mist)

3 Nen B Gumi Kinpachi Sensei (OST) (19 stycznia 2005)
Evening (22 czerwca 2005)
1. Evening
2. Marco Polo (Remix)
3. Lake (Remix)
4. A Song Of The Lilies (Piano & Strings)
5. Asian Wind (Remix)
6. Road to OASIS (Remix)
7. Il Pleure dans mon cœur (Piano & Strings)
8. Evening (Piano Version)

Snow ~Piano Collection (18 lipca 2006)
1. Snow Forest
2. Shigure (A Scattered Shower)
3. Sekka (Snow Blossoms)
4. Hatsuyuki (First Snow)

Fufudo (OST) (30 maja 2007)
Le Chant de La Terre (11 października 2007)
1. Le Chant de La Terre
2. Kaze no Hohoemi [Wind's Smile]
3. Ilumine
4. Harukana Tabi no Naka de [In Distant Travels]
5. Snow Bird (Violin & Piano Version)
6. Taiyou no Michi [The Road of the Sun]
7. Le Muguet
8. Tsumetai Tsuki no Hikari wo Abite [A Cold Moonlight Shower]
9. Souseki [Genesis]
10. Genka
11. Kono Te wo Kazashite [Put Up Your Hands]
12. Avec Toi Toujours

Green Earth (24 września 2008)
1. Green Earth
2. Life
3. Sea Green
4. Desert Moon
5. Sad Forest
6. For Maori
7. Ripples
8. Ondines
9. Border
10. Sakura Kaoru
11. The end of the Journey

Spiritual Discovery (21 października 2009)
1. Original Scenery
2. Glowing Horizon
3. Fluttering
4. Journey to the next World
5. Rising Sun
6. Live in Quiet
7. Japonisme
8. Peace of Mind
9. Purplish Tone
10. Beauty in the Seasons
11. Journey of the Soul
12. Original Scenery

Missa Johnouchi (Best Album) (6 października 2010)
Dysk 1
1. Ano Koro [That Time]
2. Kimagure Hakusho
3. Dakishimete Once Again [To Hug You Once Again]
4. Maioriru Tenshi [Flying Down Angel]
5. Cafe CLASSIQUE
6. Aru Hareta Nichi ni [In a Fine Day]
7. Hikari Afure te ~requiem~
8. Harukanaru Kisetsu ni [In Distant Season]
9. Ieji [The Way Home]
10. Ai no Chikara [The Power of Love]
11. Ken [The Keys]
12. Le Courage
13. Kimi no Koe ga Kikitai [Want to Hear Your Voice]
14. Kimi wo Matsu Seishun [The Youth to Wait for You]
15. Toki no Kawa [The River of Time]
16. Il Pleure dans mon ceur
17. Watashi no Sonzai no Imi [The Meaning of My Being]
18. Avec Toi Toujours

Dysk 2
1. Asian Wind
2. Marco Polo
3. In Paradisum (Single Version)
4. Kataribe (Piano & String Version)
5. Shangri-la
6. Prayer
7. Kuge II
8. Evening
9. Souvenir d’amour
10. Lux ~Sukui~ [salvation]
11. Pure
12. Le Chant de La Terre
13. Illumine
14. Sakura Kaoru [The Fragrance of Cherry Blossoms]
15. Original Scenery

### Single
Il pleure dans mon cœur
1. Il pleure dans mon cœur
2. Pure
3. Seinaru Toki 2 [Holy Moment 2]

Avec Toi Toujours
1. Avec Toi Toujours
2. Avec Toi Toujours (Instrumental)
3. Kono Te wo Kazashite [Put Up Your Hands]
4. Kono Te wo Kazashite (Instrumental)

Watashi no Sonzai no Imi
1. The Meaning of My Being [Watashi no Sonzai no Imi]
2. The Meaning of My Being (La La La Version)
3. The Meaning of My Being (Instrumental)
4. Indigo Sunset [Aiiro no Yuuhi]